# Assassinat de Roger Albert
Roger Albert i Gené (Barcelona, 1979 - 10 de desembre de 2004) va ser un jove català que va morir apunyalat per un membre d'un grup neonazi. L'atac es va produir el 14 d'agost del 2004 en el context de la Festa Major de Gràcia, a Barcelona. El jove barceloní va estar prop de quatre mesos convalescent fins que finalment va morir el 10 de desembre del mateix any.
L'autor del crim, el neonazi d'origen valencià Aitor Dávila Córdoba, va ser condemnat el 2006 a 15 anys de presó per homicidi. Dos anys més tard, el 2008, li van rebaixar la pena a onze anys. Cada any, coincidint amb la data de l'apunyalament, es ret homenatge a Roger Albert al lloc dels fets, a la Vila de Gràcia.